# ウェイクフォレスト大学
ウェイクフォレスト大学（英語: Wake Forest University）は、1834年に創立された、アメリカ合衆国ノースカロライナ州ウィンストン・セーラムにある私立の総合大学である。校名は、ノースカロライナ州ウェイク郡にある創立当初のキャンパスの所在地が「ウェイクの森」 (Forest of Wake) と呼ばれていたことに由来する。その所在地は、大学名そのまま「ウェイクフォレスト・カレッジ」という町名になったが、大学移転後にウェイクフォレストに改称された。
『US News and World Report』誌のAmerica's Best Colleges 2008のNational Universities; Top schools部門において30位にランクされている。また、同US News and Report (2007年 大学院版)のLaw School（法科大学院）総合ランキングでは全米36位、Medical School（医学部大学院）総合ランキングでは全米44位、MBA(経営大学院)総合ランキングでは、全米49位に位置している。

## スポーツ
ウェイクフォレスト大学のスポーツ・チームは、かって大学がバプテスト連盟と関連があったことからデーモンディーコンズ(Demon Deacons - deaconは助祭を意味する。)と呼ばれ、NCAAのディビジョンI（フットボールはディビジョンI-A）のアトランティック・コースト・カンファレンスに属している。バスケットボール部にはティム・ダンカン、クリス・ポール、ジェフ・ティーグなどが在籍していた。